# Tundragräsfjäril
Tundragräsfjäril (Oeneis bore)  är en fjäril som tillhör underfamiljen gräsfjärilar (Satyrinae) i den artrika familjen praktfjärilar (Nymphalidae). Släktet Oeneis omfattar arter som lever på nordliga breddgradder och i bergstrakter på det norra halvklotet. 

## Kännetecken
Tundragräsfjärilen har ett vingspann på 39-48 millimeter, vilket är lite mindre än de andra arterna i släktet Oeneis som förekommer i Norden. Vingarna är ganska smala, kroppen är liten och tätt behårad och antennerna är ganska korta. Vingarnas ovansida är enfärgat ockragul, honan har ibland en liten ögonfläck vid framvingens spets. Framvingens undersida är ockragul, gråspräcklig mot kanten. Bakvingens undersida grå- och vitspräcklig, med två breda, ojämna, vita tvärband. Larven är ockragul till gulbrun med brunaktig ryggstrimma och smala, bruna sidostrimmor.

## Levnadssätt
Tundragräsfjärilens habitat är torra sluttningar med sparsam vegetation och torra fjällplatåer. Den kan ses flyga inte långt efter snösmältningen, vanligen i juni eller juli. Larvens föda är olika gräs, som arter i timotejsläktet (Phleum) och fårsvingel (Festuca ovina).

## Utbredning
Tundragräsfjärilen är bara med säkerhet funnen i norra Fennoskandinavien (Norge, Sverige och Finland), men det är möjligt att den har en vidare utbredning, bland annat i Nordamerika, då det finns en del oklarheter angående förhållandet mellan denna och vissa andra närbesläktade arter inom gruppen gräsfjärilar. Den hör inom sitt utbredningsområde inte till de mer allmänt förekommande fjärilsarterna, utan betraktas som en av de mer sällsynta.